# Карл Фиделис Дезидериус фон Кьонигсег-Ротенфелс
Карл Фиделис Дезидериус фон Кьонигсег-Ротенфелс (на немски: Karl Fidelis Desiderius Graf von Königsegg-Rothenfels; * 23 май 1675; † 17 януари 1731) от стария швабски благороднически род фон Кьонигсег, е граф на Кьонигсег-Ротенфелс в Бавария.
Той е осмият син на имперския вицеканцлер граф Леополд Вилхелм фон Кьонигсег-Ротенфелс (1630 – 1694, Виена) и първата му съпруга Мария Поликсена фон Шерфенберг, дъщеря на граф Йохан Вилхелм фон Шерфенберг (1610 – 1647) и графиня Мария Максмилиана фон Харах-Рорау (1608 – 1662). Брат е на Хуго Франц фон Кьонигсег-Ротенфелс (1660 – 1720), епископ на Лайтмериц (1711 – 1720).

## Фамилия
Карл Фиделис Дезидериус фон Кьонигсег-Ротенфелс се жени 1708 г. за графиня Мария Максимилиана фон Алтхан (1675 – 1751), вдовица на граф Кристоф Юлиус Еренрайх фон Абеншперг и Траун (* 6 март 1679; † 1704), дъщеря на граф Йохан Кристоф фон Алтхан (1633 – 1706) и фрайин Анна Терезия фон Ламберг (1649 – 1684). Те имат една дъщеря:
- Мария Каролина Елеонора фон Кьонигсег-Ротенфелс (* 15 юни 1707; † 13 декември 1774)